# Bajt Miri
Bajt Miri (arab. بيت مري, Bayt Mirī; syr. Bet Mâré – „dom modlitwy" lub „dom króla") – miasto w Libanie, w kadzie Al-Matin, w pobliżu Bejrutu, zamieszkiwane przez chrześcijan (maronitów, prawosławnych, grekokatolików i Ormian), a także druzów. 
W starożytności na wzgórzu Dajr al-Kala znajdowała się świątynia Baala-Markoda, boga wina, tańca i śpiewu, a obecnie mieści się tam XVIII-wieczny kościół i klasztor Świętego Jana Chrzciciela, należący do maronickiego zakonu antonianów (św. Antoniego). Z okresu rzymskiego pochodzą ruiny świątyni Junony-Astarte oraz pozostałości łaźni. Można też podziwiać bizantyjskie mozaiki.  
W zimie odbywa się festiwal muzyczny Al-Bustan.